# 2K Czech
2K Czech — дочерняя компания издательства 2K Games, ранее известная как самостоятельная студия Illusion Softworks. Специализировалась на разработке компьютерных игр. Офисы были расположены в Брно и Праге, Чехия. В июне 2017 года 2K Czech была объединена с Hangar 13.

## История компании

### Illusion Softworks
Компания основана как Illusion Softworks. Основатели — Петр Вохозка и Ян Кудера; были привлечены инвестиции Cash Reform Group, открытие состоялось в 1997 году. Основным направлением Illusion Softworks является разработка компьютерных игр для PC и игровых приставок.
В 2002 году состоялся выход Mafia: The City of Lost Heaven — игры, принесшей наибольшую известность компании и получившей множество престижных наград от различных игровых СМИ.
Также ключевыми играми являются тактические шутеры Hidden & Dangerous (действие происходит во времена Второй мировой войны) и Vietcong (о вьетнамской войне). Последняя игра создана в содружестве с другой чешской студией, Pterodon, впоследствии вошедшей в состав Illusion Softworks. По состоянию на ноябрь 2003 года, штат работников составлял 170 человек.

### 2K Czech
В январе 2008 года студия Illusion Softworks была приобретена компанией Take-Two Interactive и переформирована в 2K Czech.
У компании имелось подразделение Silver Wish Games, которое, по одним сведениям было закрыто, по другим — продолжило работу как самостоятельная компания; этой компанией был выпущен ряд игр, в работе над которыми участвовали многие сотрудники Illusion Softworks.
В 2010 году была выпущена Mafia II, получившая положительные оценки прессы; за ней последовало несколько дополнений. В 2011 году была Top Spin 4 — симулятор тенниса. В том же году стало известно, что сорок человек из офиса в Брно — на тот момент сотрудники компании располагалась в двух различных офисах, и десять из офиса в Праге потеряли свои работы в результате сокращений, проведённых головным руководством 2K Games.
В 2014 году офис в Праге был закрыт, остался лишь первый офис, в Брно. Сотрудникам из пражского офиса была предложена работа в подразделении, находящемся в городе Новато, США. Это послужило причиной для предположений, что разработка третьей части Mafia будет перенесена в США. Позднее стало известно, что сотрудники 2K Czech участвуют в вспомогательных работах над Mafia III, однако основная разработка передана новой студии Hangar 13, которая также является дочерней фирмой американской 2K.
В июне 2017 года 2K Czech была объединена с Hangar 13, став её чешским филиалом.

## Разработанные игры

### как Illusion Softworks
| Год  | Название                             | Платформа(ы)  | Примечание           | Издатель                |
| ---- | ------------------------------------ | ------------- | -------------------- | ----------------------- |
| 1997 | Lurid Land                           | PC (MS-DOS)   |                      | Abadion Arts            |
| 1998 | Léto s Oskarem                       | ПК (MS-DOS)   |                      | Vochozka Trading        |
| 1999 | Hidden & Dangerous                   | ПК (Windows)  |                      | TalonSoft               |
| 2000 | Flying Heroes                        | ПК (Windows)  | Совместно с Pterodon | Take-Two Interactive    |
| 2000 | Hidden & Dangerous                   | Dreamcast     |                      | TalonSoft               |
| 2000 | Hidden & Dangerous: Devil's Bridge   | ПК (Windows)  |                      | TalonSoft               |
| 2002 | Mafia: The City of Lost Heaven       | ПК (Windows)  |                      | Gathering of Developers |
| 2003 | Hidden & Dangerous 2                 | ПК (Windows)  |                      | Gathering of Developers |
| 2003 | Vietcong                             | ПК (Windows)  | Совместно с Pterodon | Gathering of Developers |
| 2004 | Hidden & Dangerous 2: Sabre Squadron | ПК (Windows)  |                      | Global Star Software    |
| 2004 | Mafia: The City of Lost Heaven       | PlayStation 2 |                      | Gathering of Developers |
| 2004 | Mafia: The City of Lost Heaven       | Xbox          |                      | Gathering of Developers |
| 2004 | Vietcong: Fist Alpha                 | ПК (Windows)  | Совместно с Pterodon | Gathering of Developers |
| 2005 | Vietcong 2                           | ПК (Windows)  | Совместно с Pterodon | 2K                      |
| 2005 | Vietcong: Red Dawn                   | ПК (Windows)  | Совместно с Pterodon | 2K                      |

### как 2K Czech
| Год  | Название  | Платформа(ы)  | Примечание            | Издатель |
| ---- | --------- | ------------- | --------------------- | -------- |
| 2010 | Mafia II  | ПК (Windows)  |                       | 2K       |
| 2010 | Mafia II  | PlayStation 3 |                       | 2K       |
| 2010 | Mafia II  | Xbox 360      |                       | 2K       |
| 2016 | Mafia III | ПК (Windows)  | Совместно с Hangar 13 | 2K       |
| 2016 | Mafia III | PlayStation 4 | Совместно с Hangar 13 | 2K       |
| 2016 | Mafia III | Xbox One      | Совместно с Hangar 13 | 2K       |

### Игры Silver Wish Games
Игры, выпущенные дочерней компанией Silver Wish Games, пребывавшей в составе 2K Czech.
- 2004 — Wings of War («Крылья Первой мировой») (ПК) (авиасимулятор)
- 2005 — Chameleon («Хамелеон») (ПК) (приключенческий стелс-экшен)
- 2006 — Circus Grande («Цирк Шапито») (ПК) (симулятор цирка)
- 2009 — Axel & Pixel (ПК) (квест)

### Отменённые игры
Известно о нескольких играх, находившихся в разработке у 2K Czech, которые затем, однако, были отменены по различным причинам. Так, сразу несколько проектов были отменены для работы над Mafia II.
- HiTech (ПК) (научно-фантастический шутер)
- Enemy in Sight[англ.] (ПК) (тактический шутер, объявленный как «духовный наследник» Hidden & Dangerous)
- Moscow Rhapsody (ПК, Xbox 360, PlayStation 3) (тактический шутер о войне США против России, разрабатывавшийся совместно с Pterodon)
- Неназванный проект (ПК) (неназванная игра в реалистичном жанре[7])

### Игровые движки
Силами 2K Czech было разработано несколько игровых движков для внутреннего использования — Ptero-Engine (первоначально разработан Pterodon), LS3D engine (движок, использовавшийся в Mafia: The City of Lost Heaven и ещё нескольких проектах) и Illusion Engine — прогрессивный игровой движок, сделанный для Mafia II, Mafia III и Mafia: Definitive Edition.